# 바르도, 약간의 진실을 섞은 거짓된 연대기
"바르도, 약간의 진실을 섞은 거짓된 연대기"(영어: Bardo (or False Chronicle of a Handful of Truths))는 2022년 개봉한 멕시코의 서사, 코미디 영화이다. 알레한드로 곤살레스 이냐리투가 감독과 각본을 맡았다. 제79회(2022년) 베네치아 영화제 황금사자상 경쟁후보작이다.